# 겐로쿠 태평기
츄신구라 사건을 5대 장군 도쿠가와 쓰나요시의 소바요닌 · 야나기사와 요시야스의 관점에서 그린다는 당시로서는 참신한 단면의 작품이 되고 있다. 무엇보다 실제 방송에서는 오오이시 요시오 및 야나기사와 효고 쪽이 인기가 있었다는 일화도 남아있다.
원작은 난죠 노리오에 의한 신작을 토대로 하여 1975년에 일본 방송 출판 협회에서 간행되었지만, 후에 카도카와 서점, 토쿠마 서점보다 문고판이 간행되었다. 또한 난조 노리오 작품의 영상화는 이 작품이 유일하다.
이 드라마의 촬영 현장에 방송 기간 동안 일본을 방문한 엘리자베스 2세가 견학하러 왔다. 본편의 영상은 VTR로 촬영이 진행되었지만, 이 견학 영상은 필름으로 남아 있으며 2015년 2월 23일 방송의 「안녕 일본」에서 공개된 (이 안에서는 이시자카의 인터뷰도 공개되었다는 사실이 있다).
이시자카 코지는 1969년 '하늘과 땅'에서 주역의 우에스기 겐신을 연기 이후 대하드라마 2번째의 주역이 되었다. NHK 대하드라마의 주역을 두 번 맡는 것은, 히라 미키지로 이후 두 번째이다. 1992년에 방송 된 '팔에 기억있다 "는 이시자카와에 모리 토오루가 본작과 같은 역으로 출연하고 있다. 이시자카는 1994년 영화 「47 명의 자객」에서도 야나기사와 역을 맡았다.